# Армянский язык
Армя́нский язы́к (հայերէն, հայերենо файле [hɑjɛˈɾɛn]) — язык армян, относящийся к индоевропейской семье языков и выделяемый в ней в особую ветвь.
Общее число говорящих на нём по всему миру — от 5,9 млн до 6,7 млн человек. Армянский язык является государственным в Армении. Согласно исследованиям Массачусетского технологического института, это один из 50 наиболее влиятельных и древних языков мира.
Новоармянский развился как продолжение грабара и среднеармянского языка, однако в основу современной литературной нормы был положен язык не древних письменных памятников, а народный (ашхарабар). В настоящее время язык представлен западноармянским и восточноармянским разновидностями. В основе западноармянского лежит диалект стамбульской общины армян, а восточноармянского — диалекты Еревана и Тбилиси.
Армянский язык является одним из потомков праиндоевропейского языка. Он является одним из древнеписьменных языков; современный армянский алфавит был создан Месропом Маштоцем в 405 году н. э.
Выделяемый в отдельную ветвь внутри индоевропейских языков, армянский язык в дальнейшем соприкасался с разными индоевропейскими и неиндоевропейскими языками — как живыми, так и ныне мёртвыми — переняв у них и донеся до наших дней многое из того, чего не могли сохранить прямые письменные свидетельства. С ним в разное время соприкасались хеттский и иероглифический лувийский, хурритский, урартский, аккадский, арамейский, сирийский, арабский, парфянский, персидский, грузинский, греческий и латинский языки. Эти данные особенно важны для урартологов, иранистов, картвелистов, которые черпают многие сведения об истории изучаемых ими языков из армянского.

## Лингвистические особенности
«После распада единого большого языка красота возникла: язык грека — нежный, римлянина — резкий, гунна — угрожающий, сирийца — молящий, перса — роскошный, алана — цветистый, гота — насмешливый, египтянина — словно доносящийся из скрытного и темного места, индуса — стрекочущий, а армянина — вкусный и могущий все языки в себя вобрать. И как цвет другим (в сравнении с другим) цветом проясняется, и лицо — лицом, и рост — ростом, и искусство — искусством, и дело — делом, так и язык языком красив»
Армянский язык отличается следующими особенностями:
- на древнем этапе развития языка:
  - индоевропейская фонологическая система с некоторыми новшествами;
  - утрата различия гласных по долготе;
  - переход слоговых сонантов в сочетания гласных с сонантами при сохранении неслоговых сонантов;
  - появление новых фрикативных фонем;
  - появление аффрикат;
  - изменение взрывных, соответствующее германскому передвижению согласных;
  - наличие трёх рядов согласных (звонких, глухих и придыхательных).
- на среднеармянском этапе:
  - оглушение звонких и озвончение глухих;
  - монофтонгизация дифтонгов.
- на новоармянском этапе:
  - образование двух основных ветвей диалектов языка и, соответственно, двух литературных норм (расхождение между ними заключается, прежде всего, в консонантизме).

В морфологии:
- преимущественно агглютинативная морфология, с элементами аналитизма;
- в некоторых диалектах остаточно сохранились следы двойственного числа;
- постпозитивный определённый артикль (присоединямый в конце слова);
- сохранение трёхрядовой системы указательных местоимений;
- наследование индоевропейских основных принципов образования глагольных и именных основ, отдельных падежных и глагольных флексий, словообразовательных суффиксов;
- наличие двух чисел;

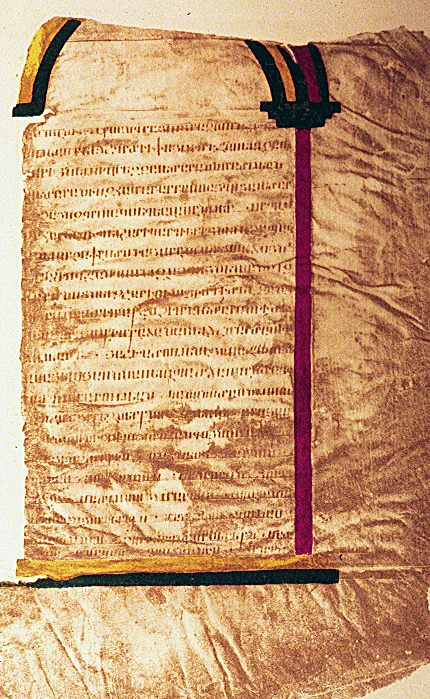
Страница рукописи 887 года

- отмирание категории рода в восточном варианте;
- агглютинативный принцип образования множественного числа;
- различение семи падежей (именительный, родительный, дательный, винительный, творительный, отложительный; местный — только в восточноармянском) и восьми типов склонения (6 внешних и 2 внутренних, образующихся, соответственно, при помощи внешних или внутренних флексий);
- сохранение почти всех разрядов индоевропейских местоимений;
- наличие у глагола трёх залогов (действительный, страдательный и средний), трёх лиц, двух чисел, пяти наклонений (изъявительное, повелительное, желательное, условное, побудительное), трёх времён (настоящее, прошедшее, будущее), трёх видов действия (совершаемый, совершённый и подлежащий совершению), двух типов спряжения для восточноармянского варианта языка[13] и трёх — для западноармянского (западноармянские спряжения — в количестве трёх — являются более консервативными, сохраняя i-серию, в то время как в восточноармянском их всего два, вместо первого, второго, и третьего спряжений на «a», «e», и «i», сохраняются только серии с «a», «e», формы на «i» в ашхарабаре примыкают к спряжению на «e»), простых и аналитических форм (с преобладанием аналитических), появление аналитических глагольных конструкций уже в древний период, 7 причастий.

Типология порядка слов в армянском предложении — главным образом, SOV (подлежащее — дополнение — сказуемое).
Нор-нахичеванский (крымско-анийский) диалект донских армян (а точнее, субдиалект сёл Чалтырь и Крым) сохраняет спряжение на «u», существовавшее ещё в древнеармянском языке, хотя к нему принадлежит небольшое число глаголов. Примеры: k’tsutsunum, k’tsutsunus, k’tsutsune, k’tsutsununk, k’tsutsunuk, k’tsutsunun; g’ulum, g’ulus, g’ule, g’ulunk, g’uluk, g’ulun; g’desnum, g’desnus, g’desne, g’desnunk, g’desnuk, g’desnun; k’temuztsunum, k’temuztsunus, k’temuztsune, k’temuztsununk, k’temuztsunuk, k’temuztsunun и т. д.

### Субстратные явления
Некоторые явления в армянском языке могут быть следствием субстратного влияния.
- Система аффрикат армянского языка уникальна для индоевропейских языков и, возможно, обязана своим существованием субстратным явлениям.
- Агглютинативное склонение имён на современном этапе, только при формах множественного числа. Систему склонения имён существительных множественного числа в армянском языке (как и в осетинском и тохарском) нельзя считать продолжением или развитием древнего индоевропейского склонения. В то время как падежи единственного числа следуют индоевропейскому словоизменению, на склонение в формах множественного числа могли повлиять и субстратные, и адстратные, и суперстратные слои, однако это явление, может быть, ближе всё же к «групповой флексии» в тохарском, где наблюдаются типологически сходные структуры при склонении имён во множественном числе.
- Групповая флексия, когда группа «существительное — прилагательное» оформляется падежными признаками только существительным. Прилагательное в препозиции неизменно — это тоже явление, которого не было в грабаре, так как там прилагательные могли изменяться по числам и по падежам.
- Послелоги.
- Предшествование определения определяемому.

### Фонетика и фонология
В фонетике армянского языка различается 6 гласных и 30 согласных фонем.

#### Гласные
|                | Передний ряд  | Средний ряд | Задний ряд    |
| -------------- | ------------- | ----------- | ------------- |
| Верхний подъём | /i/ ի i       |             | /u/ ու u      |
| Средний подъём | /ɛ/ ե, է e, ē | /ə/ ը ë     | /ɔ/ ո, օ o, ò |
| Нижний подъём  |               |             | /ɑ/ ա a       |

#### Согласные
|               |                | Губные      | Дентальные/ Альвеолярные | Постальвеолярные | Палатальные | Заднеязычные   | Увулярные      | Глоттальные |
| ------------- | -------------- | ----------- | ------------------------ | ---------------- | ----------- | -------------- | -------------- | ----------- |
| Носовые       | Носовые        | /m/ մ — m   | /n/ ն — n                |                  |             | [ŋ]            |                |             |
| Взрывные      | глухие         | /p/ պ — p   | /t/ տ — t                |                  |             | /k/ կ — k      |                |             |
| Взрывные      | звонкие        | /b/ բ — b   | /d/ դ — d                |                  |             | /ɡ/ գ — g      |                |             |
| Взрывные      | придыхательные | /pʰ/ փ — p’ | /tʰ/ թ — t’              |                  |             | /kʰ/ ք — k’    |                |             |
| Аффрикаты     | глухие         |             | /t͡s/ ծ — ç               | /t͡ʃ/ ճ — č̣       |             |                |                |             |
| Аффрикаты     | звонкие        |             | /d͡z/ ձ — j               | /d͡ʒ/ ջ — ǰ       |             |                |                |             |
| Аффрикаты     | придыхательные |             | /t͡sʰ/ ց — c’             | /t͡ʃʰ/ չ — č      |             |                |                |             |
| Фрикативные   | глухие         | /f/ ֆ — f   | /s/ ս — s                | /ʃ/ շ — š        |             | /x ~ χ/1 խ — x | /x ~ χ/1 խ — x | /h/ հ — h   |
| Фрикативные   | звонкие        | /v/ վ — v   | /z/ զ — z                | /ʒ/ ժ — ž        |             | /ɣ ~ ʁ/1 ղ — ġ | /ɣ ~ ʁ/1 ղ — ġ |             |
| Аппроксиманты | Аппроксиманты  | [ʋ]         | /l/ լ — l                |                  | /j/ յ — y   |                |                |             |
| Ротические    | Ротические     |             | /r/ ռ — ṙ                |                  |             |                |                |             |
| Одноударные   | Одноударные    |             | /ɾ/ ր — r                |                  |             |                |                |             |

### Лексика

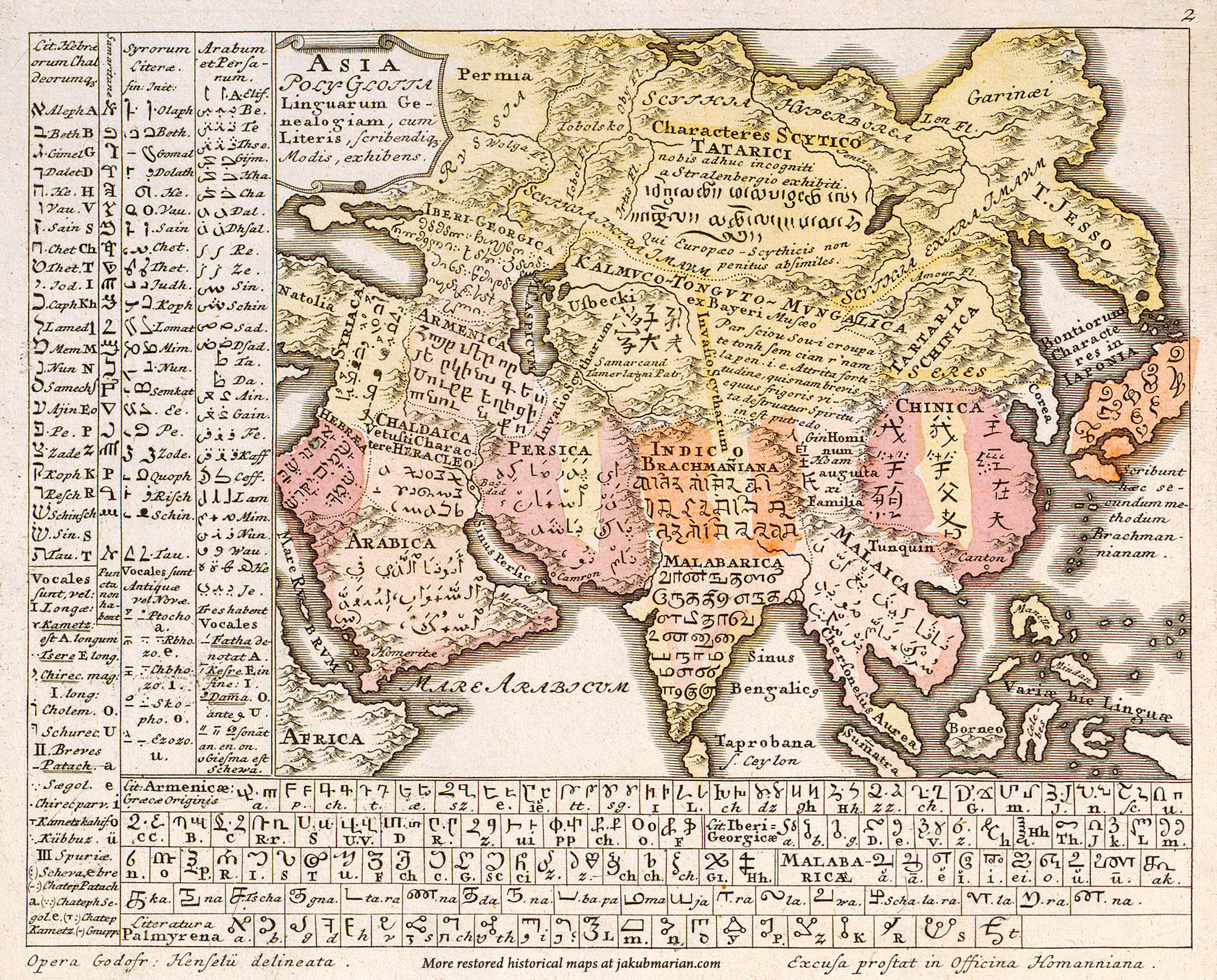
Армянский язык на карте 1741 года

«Толковый словарь современного армянского языка» (т. 1—2, 1976) содержал более 135 000 литературных слов. По данным конца XX века, словарный фонд только литературного армянского языка состоял из примерно 150 000 слов. «Диалектологический словарь армянского языка» включает в себе более 100 000 диалектных слов. В древнеармянском языке насчитывалось более 60 000 слов. Сегодня словарный запас армянского языка оценивается в более чем 350 000 слов.
Армянский, как и все языки с долгой историей, содержит в себе пласты слов различного происхождения. Идеология языкового пуризма привела к тому, что лексические заимствования из арабского, персидского и турецкого языков в обоих вариантах армянского языка были в значительной мере заменены на слова из грабара.
И. М. Дьяконов допускал, что несколько сот слов древнеармянского языка могут иметь хуррито-урартское происхождение, однако точное их число установить сложно из-за ограниченности корпуса урартской лексики. По мнению бывшего сотрудника Института истории НАН РА С. Айвазяна, из известных науке 250 урартских слов, 156 имеют параллели в армянском языке. Ж. Симон и Р. Т. Нильсен отмечают, что число армянских слов, хурритское или урартское происхождение которых не вызывает сомнений, не превышает десятка.
Иранские заимствования в армянском языке составляют среди его заимствованной лексики наибольшую численность. Исторически это объясняется весьма длительными и глубокими контактами армянского народа с господствовавшими в Иране (а временами — и на Армянском нагорье) древними государствами — главным образом, с Парфянским царством (III до н. э. — III н. э.).
По мнению Дьяконова, в армянском языке имеется большой пласт заимствований, в частности, из парфянского, и, в относительно меньшем количестве, из среднеперсидского. Согласно Ачаряну, общее число всех иранских заимствований составляет около 1405 слов, в том числе 960 среднеперсидских (пехлевийских) и 445 из новоперсидского пласта, возникшего после XI века. В то же время из всех иранских заимствований, по данным Ованисяна, около 130 слов встречаются в армянских письменных источниках всего 1-2 раза. В современном армянском языке сохранилось примерно 581 среднеперсидское и 103 новоперсидских слова. В то же время большая часть иранских заимствований — это термины государственной администрации, феодального быта, книжные и другие абстрактные понятия. Некоторые из этих слов, в свою очередь, были заимствованы персидским из других древних языков, однако перешли в армянский язык посредством персидского. Посредством армянского языка иранизмы проникали в грузинский; большая часть грузинских заимствований из среднеперсидского перешла из армянского языка.
Число греческих заимствований, согласно Ачаряну, — 916 слов (в том числе в среднеармянском и современном армянском), из коих в современном литературном армянском языке употребляются 164. Согласно Ованисяну, число греческих заимствований — 293 слова.
Армяне контактировали также с древними семитскими народами. Доказано наличие двух пластов арамейского происхождения в древнеармянском языке. Древнейшие слова, имеющие отношение, главным образом, к торговле и ремёслам, а также канцелярские понятия, восходят к эпохе Ахеменидов (VI—IV до н. э.) и Тиграна Великого (95—55 до н. э.); более поздний пласт — слова церковно-книжного характера — были принесены в Армению вместе с христианской верою. Численность сирийских заимствований, согласно Ованисяну, составляет примерно 130 слов. Ачарян выделяет четыре исторических пласта и называет общее число заимствований в 209 слов, из которых 120 употребляются также в современном армянском языке. Из всех заимствований 27 слов восходят к ассиро-вавилонскому историческому пласту; среди таких слов — например, аккадское kanniki «печать» и другие.
Ачарян выделяет 10 латинских слов, непосредственно сохранившихся с эпохи армяно-римских взаимоотношений (II до н. э. — IV н. э.) в античности: կայսր (kaysr) — caesar, արկղ (arkł) — arcla, սկուտղ (skutł) — scutella, սիտղ (sitł) — situla, կառք (kaṙkʽ) — carrus, ղենջակ (łenǰak) — linteum, բաստեռն (basteṙn) — basterna, լկտիք (lktikʽ) — lectica, մարգարիտ (margarit) — margarita, պան (pan) — panis.
В литературном армянском языке в середине XX века было всего около 20 тюркских заимствований. В своей книге «Тюркские заимствования в армянском языке» 1902 года Ачарян приводил слова из константинопольского, ванского, норнахичеванского и карабахского диалектов, которые были заимствованы из турецкого и азербайджанского языков.

## Алфавит
Армянский язык использует оригинальный армянский алфавит, созданный в 405 году учёным и священником Маштоцем и изначально состоявший из 36 букв, из которых 7 передавали гласные звуки, а 29 букв — согласные.
На протяжении более тысячи шестисот лет армянский алфавит существует почти без изменений. В XI веке были добавлены ещё две буквы — Օ и Ֆ.
В течение своей долгой истории графическое начертание армянских букв претерпело некоторые изменения. Самая ранняя форма — это округлый еркатагир, другая его разновидность — прямолинейный еркатагир. Еркатагир («железное письмо») отличался монументальностью, преобладал до конца XIII века. С этого периода распространение получила более скорописная форма — болоргир. Его первые дошедшие до нас экземпляры относятся к концу X века. Кроме того, в Средние века были распространены каллиграфические формы шхагир и нотргир.

## Главные группы диалектов

### Исторические данные о диалектах
Первую попытку выделить армянские диалекты предпринял Езник Кохбаци в первой половине V века. Последний писал о «нижних» и «верхних» диалектах. Армянский аноним VII века в своем толковании «Искусства грамматики» Дионисия Фракийского писал:
В действительности и в вариантах речи имеется по-разному, как например: բազուկ (bazuk), պազուկ (pazuk), փազուկ (phazuk).
Другой толкователь, Степанос Сюнеци, живший на рубеже VII—VIII веков, разделяет армянские диалекты на «речи пограничные» и «речи центральных областей». Сюнеци перечисляет 7 периферийных диалектов: корчайский, тайкский, хутский, Четвёртой Армении, сперский, сюникский и арцахский (Нагорный Карабах). В последнем сохранены многочисленные элементы классического древнеармянского. Некоторые элементы армянского диалекта Тайка обнаруживаются в грузинских рукописях, переписанных в Тао-Кларджети во второй половине X века. В 1711 году немецкий востоковед Иоганн Иоахим Шрёдер в своей книге «Сокровищница армянского языка» сообщает об агулисском, джульфинском, тбилисском, карабахском, малоазийском и ванском диалектах армянского языка.

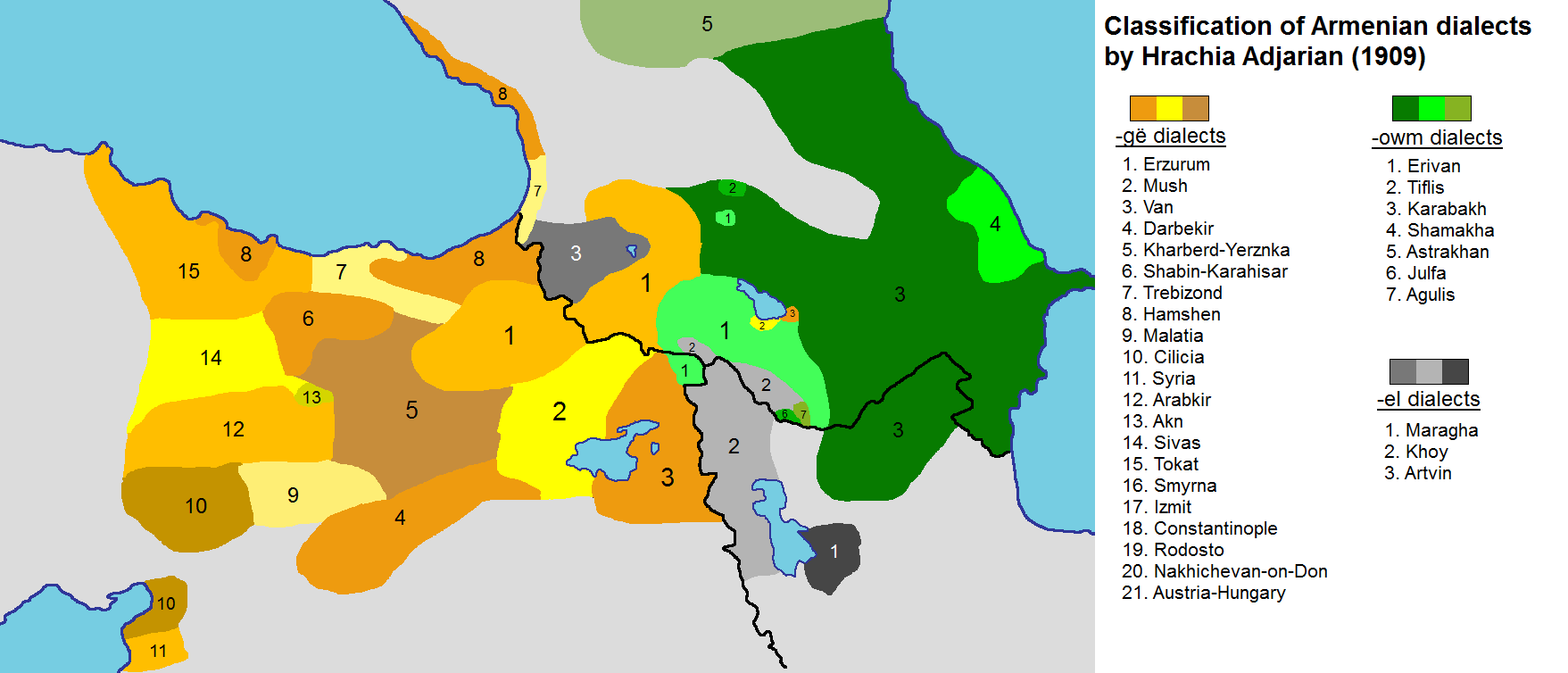
Карта диалектов армянского языка на начало XX века согласно Ачаряну:
«-ум» диалекты;
«ке» диалекты;
«-эл» диалекты.

### Общие сведения
- Восточная группа диалектов и восточноармянский литературный язык — распространены на территории бывшего СССР, в Иране и Индии. За некоторым исключением — города Ростов-на-Дону и сёл Мясниковского района Ростовской области, населенных армянами-переселенцами с Крымского полуострова, изгнанных до этого из города Ани, Западной Армении и из Черноморского побережья Кавказа (заселенного с конца XIX века армянами из Османской империи), говорящими на западных диалектах армянского языка. Исключение также составляют армяне Джавахетии в Грузии, ширакские армяне и часть армян, проживающих в Арагацотнской области Армении.

Восточноармянский вариант литературного языка — официальный язык Республики Армения.
- Западная группа диалектов и западноармянский литературный язык — в основном, диалекты армян диаспоры, распространены на Ближнем Востоке, в Европе и Америке, на территории бывшего СССР — в г. Ростов-на-Дону и прилегающем к нему Мясниковском районе Ростовской области (сёла Чалтырь, Крым, Большие Салы, Султан-Салы, Несветай и др.), где компактно проживают армяне-переселенцы с Крымского полуострова, говорящие на нор-нахичеванском диалекте западноармянского языка, а также на Черноморском побережье России и Абхазии.

## История развития

### Происхождение иглоттохронология
Исследовательская группа Р. Грея и К. Аткинсона в публикациях 2003 года в журнале Nature и 2012 года пришла к выводу, что греко-армянский праязык возник на территории Анатолии и сопредельных районов и отделился от общего индоевропейского ствола 7300 лет назад, после чего быстро распался на прагреческий и праармянский.
В июле 2023 в журнале Science было опубликовано исследование П. Хеггарти с 30 соавторами из 13 стран, включая членов исследовательской группы Грея и Аткинсона, согласно которому реконструируемый праиндоевропейский язык существовал около 8120 лет назад на Южном Кавказе, откуда впоследствии носители разных его ветвей распространились по Евразии. В соответствии с выводами учёных, армянский язык, возникший, по их мнению, около 8000 лет назад может являться одним из немногих прямых потомков праиндоевропейского языка.
Согласно авторской схеме распространения индоевропейских языков, носители протоармянского языка никуда не переселялись, оставшись в области своего генезиса, при этом с Южного Кавказа на запад распространились предки носителей анатолийских, греческого и албанского языков. Глоттохронологические датировки группы П. Хеггарти подверглись критике учёных Московской и Копенгагенской лингвистических школ за утверждение об излишней древности распада праиндоевропейского языка, противоречащей методу лингвистической палеонтологии.
По результатам глоттохронологических исследований, проведённых в 2021 году, исследователи Московской школы лингвистической компаративистики предполагают существование генетического родства греческого и армянского праязыков, образующих внутри индоевропейской языковой семьи отдельную ветвь, распавшуюся на рубеже 3 и 2 тысячелетий до н. э.

### Генетические связи
До работ немецкого лингвиста Г. Хюбшмана, классифицировавшего армянский язык в качестве самостоятельной ветви в составе индоевропейской языковой семьи, армянский язык относили в иранскую группу из-за большого числа иранских заимствований.
Датский лингвист Х. Педерсен в начале XX века высказал предположение, что лексика армянского языка наиболее близка к греческой. В настоящее время одни исследователи считают, что армянский язык наиболее близок к индоиранским, образуя с ними общую армяно-индоиранскую макрогруппу, или другие, что наибольшее родство армянский проявляет с греческим языком. Другие авторы констатируют, что гипотеза о близком родстве древнегреческого и фригийского языков с армянским не находит подтверждения в языковом материале. По мнению Рональда Кима, армянский язык обнаруживает наибольшую близость с индоиранскими и балто-славянскими языками, а сходства в развитии армянского с греческим и фригийским носят случайный и независимый друг от друга характер. Современный арменовед Кембриджского университета Джеймс Клаксон также отвергает близкое генетическое родство греческого и армянского языков.
По мнению историка И. М. Дьяконова, урартский и современный армянский языки имеют сходную фонетику и морфологию, что объясняется им переходом урартов на пришедший с Балкан после 1200 года д. н. э. родственный греко-фригийским индоевропейский язык в процессе этногенеза армян, при этом армянский язык складывался в XII—VI века до н. э. при переходе хурритского населения Армянского нагорья на индоевропейский язык пришедших с Балкан и запада Малой Азии, однако лингвист Вячеслав Иванов отмечает, что новейшие открытия, касающиеся топонима и этнонима haya и его отношения с Armi и Azi, подтверждают правильность выводов Г. А. Капанцяна и полную ошибочность всех построений И. М. Дьяконова относительно происхождения этнонима hay и других вопросов этногенеза армян. Археологических подтверждений миграций носителей праиндоевропейского языка в указанный И. М. Дьяконовым период до сих пор обнаружено не было.
Современные генетические исследования демонстрируют, что генофонд армян складывался в период между 2000 и 3000 гг. до н. э. в результате ряда смешений евразийских популяций в период крупных миграций населения после одомашнивания лошади, появления колесниц и роста развитых цивилизаций на Ближнем Востоке. Сложение армянского генофонда завершилось до 1200 г. до н. э., когда произошло падение цивилизаций бронзового века в Восточном Средиземноморье, после чего армяне оставались генетически изолированной популяцией. Согласно исследованию группы генетиков, опубликованному в 2020 году, гипотеза балканской прародины протоармянского языка, долгое время доминировавшая в науке, не подтверждается данными генетики, поскольку армяне не обнаруживают генетической примеси населения Балкан. Было подтверждено генетическое родство между современными и древними обитателями Армянского нагорья начиная с энеолита. Население Армении не имело значительных примесей на протяжении неолита и раннего бронзового века, в связи с чем сообщение Геродота о миграции армян из Фригии не находит подтверждения в данных генетики.

### Дописьменный период
В соответствии с последними генетическими исследованиями западных учёных, подтверждаются выводы В. Иванова о южнокавказской прародине «древнейших протоиндоевропейцев».
При этом утверждается, что генезис армянского языка произошёл в пределах Армянского нагорья. Современные генетические исследования показывают, что этногенез армян завершился задолго до 1200 г. до н. э., когда произошло падение цивилизаций бронзового века в Восточном Средиземноморье, а именно — в период между 2000 и 3000 гг. до н. э. во время одомашнивания лошади, появления колесниц и роста развитых цивилизаций на Ближнем Востоке. Происхождение армян с Балканского полуострова решительно отвергаются последними (2020 г.) междисциплинарными исследованиями. Кроме того, современные исследования языкового материала не только не подтверждают родство греческого и фригийского с армянским, но и констатируют наличие общей армяно-индоиранской подгруппы.
В первой половине XX века исследователями было высказано предположение что в слове Хайаса основным является корень hайа (haya), что соответствует самоназванию армян — hай (hay), а слово (а)са ((а)sa) является хеттским суффиксом, который означает «страна». Эту теорию одним из первых ввёл в оборот Э. Форрер и развил немецкий исследователь П. Кречмер. Кречмер посвятил много времени изучению вопроса о стране Хайаса. В опубликованной в 1933 году Венской академией наук работе Кречмера «Национальное имя армян Хайк» (нем. «Der nationale Name der Armenier Haik») он приходит к выводу, что «употреблённое в Богазкёских надписях имя Хайаса означает „Армения“». В качестве примеров были представлены такие малоазиатские слова, как Turhunt и Datta, которые, когда к ним добавились суффиксы (a)са ((a)sa), приобрели значение топонимов (наименований стран) Turhuntasa и Dattasa. Позже в Армении эту точку зрения поддержали Николай Адонц, Григорий Капанцян и другие историки. Геворк Джаукян, развивая эту схему, в качестве доказательств предложил также и слова Harsankila, Parminaija, Hiwaswanta и т. д., которые, получая значения топонимов, соответственно, получили вид Harsanasa, Parminasa, Hiwasasa. По этому поводу он писал: «Основным языком Хайасы был армянский и … армянский элемент имел главенствующую роль в хайаском государстве». Рафаэл Ишханян полагает, что в говоре армян Вана (Турция) и некоторых районов Армении (например, армяне из западного берега оз. Севан) хетт. Ḫ заменяется именно грабар Խ-, что означает возможность изменения хетт. Ḫajasa в грабар Հայք (hay-kʿ).
Точку зрения относительно происхождения этнонима hay и тождественности Хайасы и Армении поддержал Вячеслав Иванов.
По мнению И. М. Дьяконова, носителями праармянского языка были мушки, которые ещё до образования государства Урарту мигрировали в XIII—IX веках до н. э. с Балкан на Армянское нагорье и осели в области, позже известной как Мелитена. Современные лингвистические исследования показали, что утверждения И. М. Дьяконова о близости греческого и фригийского к фракийскому и армянскому, выдвинутые им в 60-е годы XX века, не находят подтверждения в языковом материале. Кроме того, греческий и фригийский относятся к языковой ветке кентум, армянский — как и индоиранские и балто-славянские языки — относится к ветви сатем, имея таким образом генетические различия и отдалённое родство. По мнению лингвиста В. Блажека, если фракийский и вифинский были языками сатем (как иллирийский и албанский) с передвижением согласных, то их более тесная связь с армянским вполне ожидаема.
Кроме того, армянский язык, в соответствии с современными глоттохронологическими исследованиями, имеет более ранний по сравнению с греческим генезис. Новые компаративистские исследования показывают, что армянский язык обнаруживает наибольшую близость с индоиранскими языками и балто-славянскими, а сходства в развитии армянского с греческим и фригийским носят случайный и независимый друг от друга характер.
Современный крупный арменовед из Кембриджского университета Джеймс Клаксон, являющийся переводчиком с древнеармянского и древнегреческого языков, отвергает близкое генетическое родство греческого и армянского языка.
Дьяконов полагает, что праармянское население, находившееся в меньшинстве, этнически растворилось в населявших Армянское нагорье хурритах, урартах, лувийцах и семитах, сохранив, однако, основу своего языка и лишь восприняв крупный пласт заимствований из других языков. По мнению Дьяконова, в рамках концепции разработанной им в 1960-е годы, протоармянский язык был наиболее близок к греко-фригийскими. Современные исследования языкового материала, однако, не только не подтверждают родство греческого и фригийского с армянским, но и констатируют наличие общей армяно-индоиранской подгруппы. Лингвист Г. Клычков, применяя вслед за В. Ивановым и Т. Гамкрелидзе специальные лингвистические методы, приходит к выводу, что армянский язык сохраняет на протяжении семи тысяч лет изначальную индоевропейскую фонетику. Историк И. Дьяконов полагает, что урартский и современный армянский языки имеют сходную фонетику и морфологию, что объясняется им переходом урартов на пришедший с Балкан после 1200 года д. н. э. родственный греко-фригийским индоевропейский язык в процессе этногенеза армян.
Вместе с тем лингвист В. В. Иванов в статье 1983 года отмечает «полную ошибочность всех построений» И. М. Дьяконова относительно происхождения этнонима hay и других вопросов этногенеза армян и поддерживает правильность выводов Г. А. Капанцяна о том, что протоармянский язык возник на Армянском нагорье в начале 3-го тысячелетия до нашей эры и был преобладающим языком в Урарту.
Последние исследования в области археологии не подтверждают передвижение групп древних индоевропейцев в указанный период. Кроме того, последние генетические исследования категорически отвергают балканское происхождение армян, показывая, что современные армяне генетически отличаются как от древнего, так и от современного населения Балканского полуострова. Напротив, нашло подтверждение генетической близости между современными и древними обитателями Армянского нагорья со времен энеолита.
В бехистунской надписи Дария I, около 520 г. до н. э., встречаются термины «армяне» и «Армения» в качестве синонимов терминов «урарт» и «Урарту» как одной из областей, входивших в состав древнеперсидской монархии Ахеменидов. Письменный язык, использовавшийся политической элитой Ванского царства (Урарту), называют урартским. Вместе с тем имеются многочисленные свидетельства армянских слов в ономастике и языке Урарту[страница не указана 1407 дней]. Согласно академикам Т. В. Гамкрелидзе и В. В. Иванову, урартский язык использовался исключительно в качестве письменного. Американский историк Роберт Дрюс, специализирующийся по истории бронзового века также отмечает, что языком великого королевства Биайнили был, несомненно, армянский, а носители протоармянского языка, на котором говорили на юге Кавказа в бронзовом веке, жили недалеко от носителей хурритского языка. Лингвист Пол Зиманский поддерживает выводы о том, что язык клинописных надписей использовался исключительно правительством, и что нет какого-либо подтверждения, что его использовали в устной речи.
Армянскую этимологию имеют следующие слова, встречающиеся в урартских клинописных текстах:
- урарт. Arṣibi /arcivə/ (имя коня царя Менуа) — арм. arcui < *arciwi «орёл»
- урарт. burgana(ni) «крепость, замок, колонна(?)» — арм. burgn «башня, пирамида» (< пра-и.е. *bhṛg’h-/bhṛgh-)
- урарт. Arṣiani (наименование Восточного Евфрата) — арм. Aracani < *Arcaniyā (< пра-и.е. *h₂arg’- «блестящий, белый»)[100]

П. Зимански отмечает, что цари Урарту могли иметь различную этническую принадлежность. По мнению А. Е. Петросяна, имена нескольких царей Урарту имеют индоевропейскую этимологию и армянские и балканские параллели:
- Имя Aramu соответствует имени легендарного патриарха Арама, второго эпонима Армении, и отображает индоевропейское имя «чёрного» бога-громовержца *rēmo- (< *H2rHmo- < *Aramo/ā); ср. др.-инд. Рама.
- Имя Sarduri связано с именем урартской богини Sardi, которое, вероятно, происходит от арм. Զարդ (Zard). Этот антропоним образован от указанного имени богини и пра-и.е. *dōro- (Sardodōro- > Sardōrə); ср. греч. Аполлодор, Артемидор, арм. Аствацатур[105].
- Имя Argišti — кентумное отображение пра-и.е. *h₂arg’- «блестящий, белый»; ср. др.-греч. Αργηστής «белый, яркий, блестящий»; ср. др.-инд. Арджуна.

Имя царя Менуа в армянском языке предстает в форме Манаваз, Маназ. С именем Менуа связано название армянского города Манцикерт (Маназкерт).
А. Фурне, Г. Мартирсян и другие авторы отмечают наличие не только армянской лексики, но грамматики в урартских текстах *h₁epi).
В III—I вв. до н. э. у древних армян существовали особые «жреческие письмена», которыми создавались храмовые книги и летописи. В начале I века н. э. Писатель начала I века Филон Александрийский сообщал о существовании армянского перевода сочинения Метродора Скепсийского, который был посвящён вопросу разума у животных. Труд был написан в период пребывания Метродора при дворе армянского царя Тиграна II.
Древнегреческий софист Филострат в сочинении «Жизнь Аполлония Тианского» (ок. 220 года н. э.) сообщал, что во время путешествия на Восток Аполлония сопровождал некий сириец из Ниневии, который хвастался знанием армянского языка. В Памфилии они наткнулись на леопарда с золотым обручем на шее с армянскими надписями:
А ещё рассказывают, что некогда в Памфилии была поймана самка барса с золотым обручем на шее, и на обруче этом было начертано армянскими письменами: «Царь Аршак Нисейскому богу»

В греческом оригинале «Хроники» Ипполита Римского, написанного около 235 года, среди 47 народов, ведущих своё происхождение от Яфета, в качестве тех, которые имеют письменность, упомянуты следующие семь:
Иберы, латины, чье письмо употребляют и римляне, испанцы, греки, мидяне, армяне
Сирийский епископ Григорий в 714 году рассказывая о Григорие Просветителе, жившем на рубеже III—IV столетий, писал:
…когда он был подростком, он приехал на землю Армении из-за гонений Диоклетиана против христиан или каких-то неизвестных. Когда он вырос в стране армян и выучил их письменность и язык, его имя стало широко распространенным и знаменитым, и он стал одним из близких слуг царя Трдата, который в то время царствовал в земле Армении
В 1271 году в своей «Всеобщей Истории» Вардан Аревелци утверждал:
Существование армянских письмен, (оставшихся) от древности, было доказано во время царя Левона, когда в Киликии нашли монету, на которой армянскими буквами было изображено имя языческого царя Хайкида.
До создания армянской письменности делопроизводство, а также обучение в школе и проповеди в церквях велись на сирийском, греческом или персидском языках.
Дописьменный период истории армянского языка делится на следующие этапы:
- доармянский — диалектная форма в период единого индоевропейского языка
- праармянский — IV тыс. до н. э. — XV век до н. э.
- древнейший армянский — XIV век до н. э. — IV век н. э.

### Письменный период
История литературного или письменного армянского языка делится на 3 периода:
- древнеармянский — V—XI века;
- среднеармянский — XI—XVII века;
- современный армянский — с XVII века по наше время[122].

#### Классический (древнеармянский)
Об армянском языке до V века н. э. нет никаких свидетельств, за исключением немногих отдельных слов (главным образом, собственных имён), дошедших в трудах древних классиков. Таким образом, отсутствует возможность проследить историю развития армянского языка в течение тысячелетий (с конца VII века до н. э. и до начала V века н. э.).
Древнеармянский язык известен по письменным памятникам, восходящим к первой половине V в. н. э., когда Месропом Маштоцем в 405—406 гг. был создан современный армянский алфавит. Сложившийся тогда древнеармянский литературный язык (так называемый грабар, то есть «письменный») является в грамматическом и лексическом отношении уже цельным, имея своей основой один из древнеармянских диалектов, поднявшийся на ступень литературной речи. Согласно основной версии, в основе грабара лежал Айраратский диалект. Согласно КЛЭ, грабар как таковой сложился уже во II веке до н. э., в период образования армянского государства.

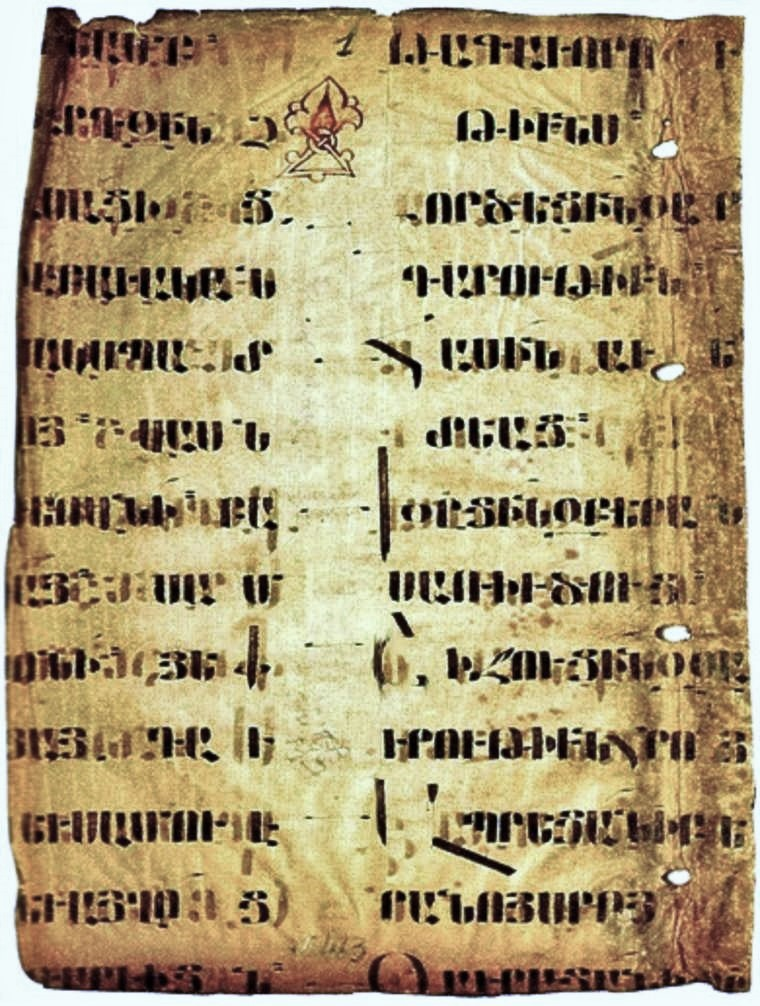
Армянский манускрипт. V—VI вв.

Древнеармянский литературный язык получил свою обработку, главным образом, благодаря армянскому духовенству. Существенный вклад внёс, например, Езник Кохбаци (374/380—450), считающийся одним из основоположников древнеармянского литературного языка. Первые самостоятельные грамматические труды у армян появились уже в конце V столетия, когда начинается научное изучение армянского языка.
На классическом армянском языке творили такие выдающиеся авторы, как Хоренаци, Езник, Егише, Парпеци, Товма, Нарекаци и др. В то время как грабар, получив определённый грамматический канон, был удержан на известной стадии своего развития, живая, народная армянская речь продолжала свободно развиваться. Классический древнеармянский постепенно перестал быть разговорным языком начиная с VII века и окончательно вымер уже к XI столетию. Тем не менее произведения различных жанров писались на нём вплоть до XIX века.

#### Среднеармянский язык
В эту эпоху грабар, или классический армянский, вступает в новую фазу своей эволюции, которую принято называть среднеармянской. Этот этап охватывает период XI—XVII веков. Среднеармянский период отчётливо обнаруживается в памятниках письменности начиная лишь с XII века. Бурное развитие армянской культуры в Высоком Средневековье в языковом отношении повлёк за собой важный шаг, а именно появление литературных памятников на среднеармянском языке, который был государственным языком Киликийского армянского царства. В киликийский период армянской истории (XI—XIV вв.), в связи с усилением городской жизни, развитием торговли с Востоком и Западом, сношениями с европейскими государствами, европеизацией государственного строя и жизни, народная речь становится частью письменности, почти равноправной с классическим древнеармянским. В середине XIII века с защитой прав среднеармянского языка выступал Вардан Аревелци (ок. 1198—1271 гг.). Среднеармянский в основном служил органом произведений, рассчитанных на более широкий круг читателей (поэзия, сочинения юридического, медицинского и сельскохозяйственного содержания). На нём творили известные учёные и писатели средневековой Армении: Мхитар Гераци, Вардан Айгекци, Фрик, Костандин Ерзнкаци, Амирдовлат Амасиаци, Наапет Кучак и многие другие. Армянский был одним из нескольких наиболее важных и полезных языков существовавших в зените Монгольской империи.
Книгопечатание на армянском языке возникло в начале XVI века благодаря деятельности Акопа Мегапарта.

#### Современный армянский
Дальнейшую ступень в истории развития армянского языка представляет собой «новоармянский язык», окончательно развившийся из среднеармянского уже к XVII веку и вытеснивший в итоге из употребления грабар. Права гражданства в литературе он получил лишь в первой половине XIX в. Он распадается на два литературных языка — «западный» (Турецкая Армения и колонии армян в Западной Европе) и «восточный» (население Республики Армения сегодня пользуется в основном этим вариантом армянского языка (ашхарабар)), берущих своё начало в древних провинциальных диалектах, попавших под влияние разных народностей, в окружении которых жили армяне. Новоармянский язык можно сравнить с древнеармянским так же, как приблизительно итальянский язык можно сравнить с латинским; многие формы древнего языка в нём искажены, некоторые — полностью утрачены. Средне- и новоармянский языки значительно отличаются от древнеармянского как в грамматическом, так и словарном отношении. Тип агглютинации при склонении современных армянских слов больше напоминает турецкий или грузинский тип. Это сходство особенно заметно в восточноармянском языке, где формы множественного числа обычно имеют те же окончания, что и формы единственного. Ещё одна схожесть современного армянского языка с турецким и грузинским в том, что в современном языке склоняемое прилагательное может предшествовать только существительному и не иметь падежных окончаний, тогда как в древнеармянском языке оно могло стоять как до, так и после существительного. В морфологии появляется немало новообразований (например, в образовании множественного числа имён, форм страдательного залога и т. д.), а также упрощение формального состава в целом. Синтаксис, в свою очередь, имеет много своеобразных черт.
Согласно «Энциклопедическому словарю, составленному русскими учёными и литераторами» 1862 года, армяне, вследствие многолетнего сожительства со многими народами, нередко используют вместо исконных слов заимствованные — например, арабские, турецкие, грузинские или русские, персидские.
В 2005 году было широко отмечено 1600-летие армянской письменности.

## История изучения армянского языка

### V—X века

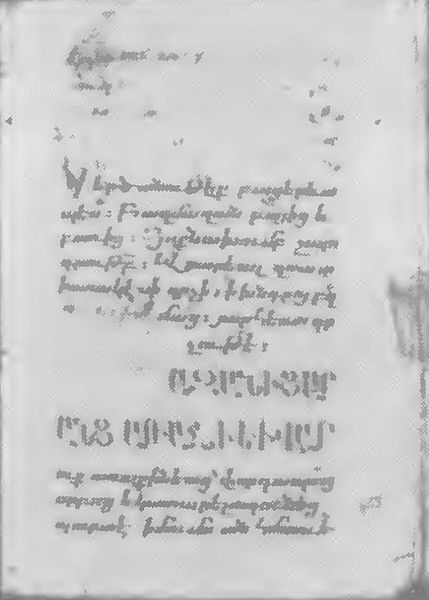
Первый лист орфографического словаря Аристакеса Грича, XII век

Первым исследователем армянского языка считается Месроп Маштоц (361—440), создавший около 406 года армянский алфавит. После создания алфавита Маштоц с группой учёных-монахов определил фонетические и орфографические нормы армянского языка. Во второй половине V века на армянский язык было переведено «Грамматическое искусство» Дионисия Фракийского (II—I вв. до н. э.), что стало началом нового этапа изучения армянского языка и возникновения у армянских учёных собственных языковедческих взглядов, а также первой самостоятельной лингвистической дисциплины у армян. С этого столетия появляется значительное количество работ по грамматике. Этот труд стал основой работ учёных-языковедов раннесредневековой и средневековой Армении — Мамбра Верцаноха (V век), Давида Анахта (V—VI века), Мовсеса Кертога (VII век) и других. Езник Кохбаци (374/380—450) предпринял первую попытку выделить диалекты армянского языка, различая «нижние» и «верхние» диалекты. Давид Грамматик (V—VI вв.) в «Грамматическом толковании» внёс особый вклад в классификации принципов этимологии армянского языка. Он взывает к достаточной осторожности при установлении этимологии, отмечая, что «Нахождение <этимологии> — не <дело> всех, а только благоразумнейших». Степанос Сюнеци (VI —ум. 735) считает, что грамматика должна опираться на литературу как материал-первоисточник; последний также определил вопросы, касающиеся роли грамматики в решении вопросов правописания и орфоэпии, критики литературных текстов и так далее. Сюнеци дал первую классификацию армянских диалектов; он выделил центральный и периферийные диалекты и перечислил 7 периферийных диалектов армянского языка, а также отметил их литературную значимость:

... И также /следует/ знать все окраинные диалекты своего языка, кои суть корчайский и хутский и Четвёртой Армении и сперский и сюнийский и арцахский, а не только срединный и центральный, ибо /и диалекты/ эти пригодны для стихосложения, а также для истории полезны

С конца VII века появляются первые словари с алфавитным расположением слов. Первым подобным словарём стал перевод греческого ономастикона. В нём приведён список названий древнееврейских букв, а затем приводятся древнееврейские слова в армянском написании с их переводом на армянский язык. Уже с конца X века армянская лексикография переживала бурный расцвет.
Грамматический труд второй половины IX века в авторстве Амама Аревелци является, главным образом, богословским. Уже после восстановления независимого Армянского царства Багратидов начался новый подъём всех видов культуры и науки, в том числе возродился интерес к философии, грамматике, риторике и ко всем старым научным традициям.

### XI—XVI века
После потери страной независимости учёные и церковные деятели Армении продолжали создавать словари и грамматические труды, посвящённые армянскому языку. Новый подъём армянской грамматической мысли отмечается с XI-го и, особенно, в XII—XIII веках. Григор Магистрос (ок. 990—1059) в свой грамматический труд включил компиляцию идей всех предшествующих армянских грамматиков. Он впервые отметил изменение, присущее грабару — изменение աւ в օ. В изучении этимологии он учитывал артикуляторную классификацию звуков и материал других языков; освободил этимологию от произвольных толкований и дал её научную основу. Магистрос утверждал, что необходимо знать все языки, с которыми армянский соприкасался на протяжении своей истории; выступал против произвольного этимологизирования:
... Если кто-нибудь будет этимологизировать подобные слова, то допустит большую ошибку. Много раз мы видели, как этимологизировали такие слова, заимствованные из других языков — наши соотечественники и даже люди, считающиеся мудрецами — и это по причине незнания языков.

Исследователи армянского языка Средних веков
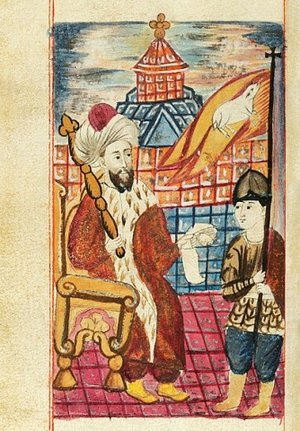
Григор Магистрос (ок. 990—1059), автор «Толкования грамматики»
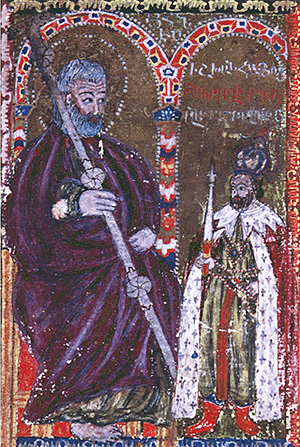
Ованес Ерзнкаци Плуз (ок. 1230—1293), автор «Собрания грамматических толкований»
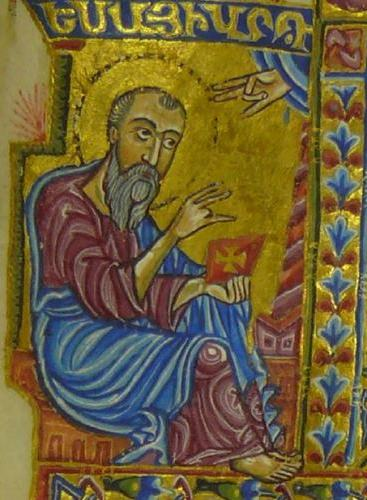
Есаи Нчеци (1260/1265—1338), автор «Определения грамматики»
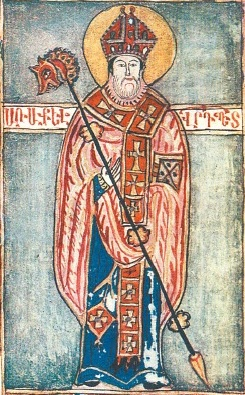
Аракел Сюнеци (1350—1425), автор «Краткого анализа по грамматике»

Важным событием эпохи стала первая орфографическая реформа. Во второй половине XII века Аристакес Грич написал орфографический словарь армянского языка. Наиболее значимым памятником грамматического искусства времени является произведение-компиляция Ованеса Ерзнкаци Плуза (ок. 1230—1293) «Собрание грамматических толкований», законченная в 1291 году. Ерзнкаци привёл таблицы спряжения с примерами из древнеармянского и среднеармянского языков. Известны также труды Есаи Нчеци (1260/1265—ок. 1338), Ованеса Цорцореци (1270—1338) («Краткий обзор грамматики»), Григора Татеваци (1346—1409). Аракел Сюнеци (ок. 1350—1425) в «Кратком анализе по грамматике» касается физиологических основ речеобразования; даёт подробную классификацию всех видов слогов. Значительный вклад в развитии армянской лингвистики внёс Геворг Скевраци (XIII — 1301) — автор 3 сочинений: «Наставление о свойствах слогов», «Наставление о просодии» и «Наставление об искусстве писания». Скевраци развивал лингвистические принципы Аристакеса Грича; первым установил принципы слогоделения армянского языка; занимался вопросами орфоэпии, пунктуации; разработал правила переноса. Рекомендуемые Скевраци правила с небольшими изменениями используются в армянском языке до сих пор. Ованес Крнеци (1290/1292—1347) в труде «О грамматике», завершённом в 1344 году, даёт полное описание армянского языка и полные сведения его синтаксиса. Вардан Аревелци (ок. 1198—1271), автор двух грамматических трудов, в сочинении «О частях речи»  тоже описывает принципы синтаксиса армянского языка и на функциональной основе выделяет 8 частей слова. Аревелци защищает права среднеармянского языка, воспринимая изменения в языке как естественный процесс:

Чем хуже, если кто вместо erkotasan («двенадцать» на древнеармянском) говорит tasnewerku («двенадцать» на разговорном языке)

В Высоком Средневековье армянская лексикография продолжила своё развитие. Были созданы многочисленные толковые словари — как к отдельным авторам и произведениям, так и более общего характера. Известен армяно-персидский «Словарь Вардановой книги», датируемый XI—XII веками. Из двуязычных или трёхъязычных словарей известен «Арабско-персидско-армянский словарь» XIII или XIV столетия. Он сохранился в отрывках и содержит 225 слов. Сохранились терминологические словари философского и медицинского характера.
Акоп Крымеци (1360—1426) написал работу «Об остром и облегченном ударениях», обобщая знания в области орфографии. В XVI столетии жили Азария Джугаеци, автор «Истолкования грамматики», и Давид Зейтунци. В 1567 году Абгар Токатеци издал первую печатную азбуку армянского языка — «Малая грамматика или азбука» («Փոքր քերականություն կամ այբբենարան, P’vok’r k’erakanut’yun kam aybbenaran»; рукописные — с V столетия).

### XVII—XVIII века

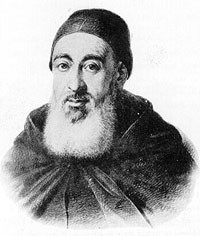
Мхитар Себастаци (1676—1749)

С середины XVI века европейские учёные также начали проявлять интерес к армянскому языку, однако его изучение в Европе берёт своё начало в первой половине XVII века. Именно с этого столетия история армянского языкознания вступает в новый период, называемый «латинизированный армянский» — название было дано из-за искусственно введённых грамматиками латинских форм выражения. Этот период стал тем не менее важным шагом в истории армянской лингвистической мысли. Учёные описали почти весь строй армянского языка; ещё глубже вникли в его особенности.
В 1624 году Франческо Ривола издал «Армянскую грамматику», которая, однако, была ещё свободна от сильной латинизации и «рационализации» грамматических правил, характерных последующим авторам. В 1637 году Симеон Джугаеци (кон. XVI века — 1657 год.) написал труд «Книга, называемая „грамматикой“», в котором подробно анализировал все аспекты армянского языка — грамматику, фонетику и т. д. Следующим исследователем стал Клемент Галанус, издавший в 1645 году «Грамматику и логику», также посвящённую армянскому языку. Последний пользовался трудами предшествующих армянских грамматиков. Воскан Ереванци (1614—1674), автор нескольких книг по языку, в «Книге грамматики» (1666) провёл изучение древнеармянского языка. В 1674 году был издан труд «Чистота армянской речи, или армянская грамматика» Ованнеса Олова (1635—1691), с которого начинается новая эпоха научного изучения армянской стилистики. В том же году вышла его «Армянская грамматика» (лат.). Ованес Джугаеци (Мркуз) в 1693 году написал «Краткую грамматику и логику», опираясь на принципы Симеона Джугаеци. Сочетая принципы армянских толкователей Дионисия с принципами так называемой «латинизированной грамматики», писал свою «Книгу грамматики» Хачатур Карнеци (Эрзрумци) (1666—1740).
Уже на рубеже XVII—XVIII веков армянские мыслители работали на подступах к сравнительно-историческому языкознанию.
С первой половины XVIII века намечается тенденция отхода от позиций латинизации грамматики, продлившейся около столетие. Иоанн Иоахим Шрёдер (1680—1756) издал в 1711 году труд «Сокровищница армянского языка», который отличала подробность описания. В книге описывается также восточная разновидность «гражданского» языка. Шредер порицает, в частности, Клемента Галануса и Ованеса Олова за искусственные нововведения. У Мхитара Себастаци (1676—1749) ещё сильнее порицаются латинизация и искусственные нововведения ряда предшествующих учёных. В 1730 году в Венеции была издана его «Грамматика древнеармянского языка». Позднее этот труд стал основой для грузинской грамматики, составленной в 1753 году. В XVIII веке значительной известностью пользовались пространная и краткая грамматика Багдасара Дпира (1683—1768). Первый из этих трудов был издан в 1736 году и был переиздан в том же столетии ещё два раза. Вслед за Себастаци, Багдасар Дпир ещё в большей степени очистил грамматику армянского языка от влияния латыни и рационалистических нововведений. Важным событием в истории армянской лингвистики стала вышедшая в 1779 году «Грамматика армянского языка» Микаела Чамчяна (1738—1823). Труд выделяется своей научной чёткостью и детальностью. Грамматика Чамчяна основана на системе Мхитара Себастаци. В 1781 году была издана первая печатная азбука на новоармянском языке.

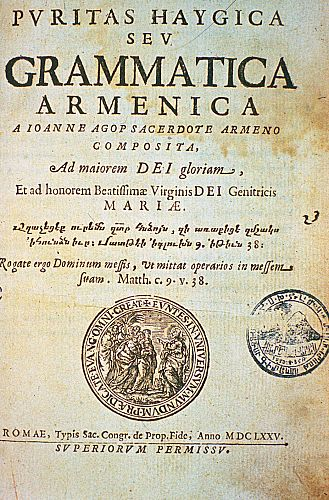
«Чистота армянской речи или армянская грамматика» Ованнеса Олова Костанднуполсеци, Рим, 1675 год
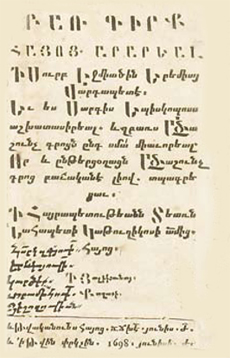
Первая страница объяснительного словаря Еремии Мегреци, 1698 год
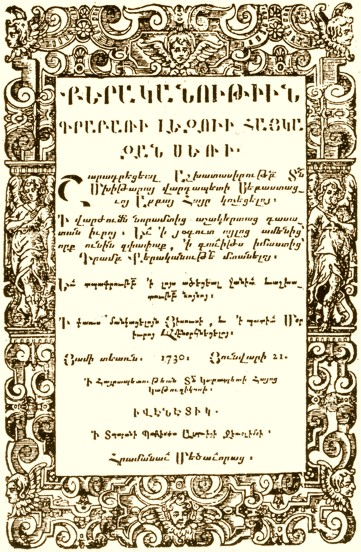
«Грамматика древнеармянского языка» М. Себастаци, Венеция, 1730 год
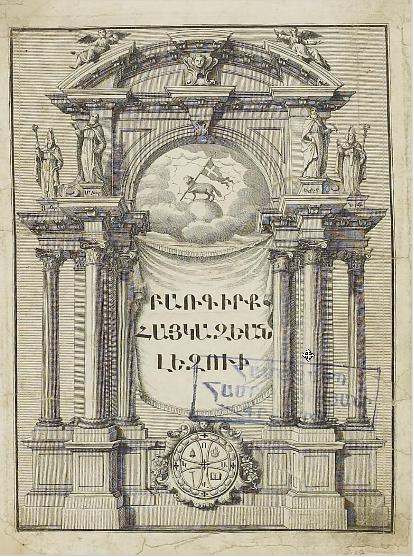
«Словарь армянского языка» том I, М. Себастаци, Венеция, 1749 год
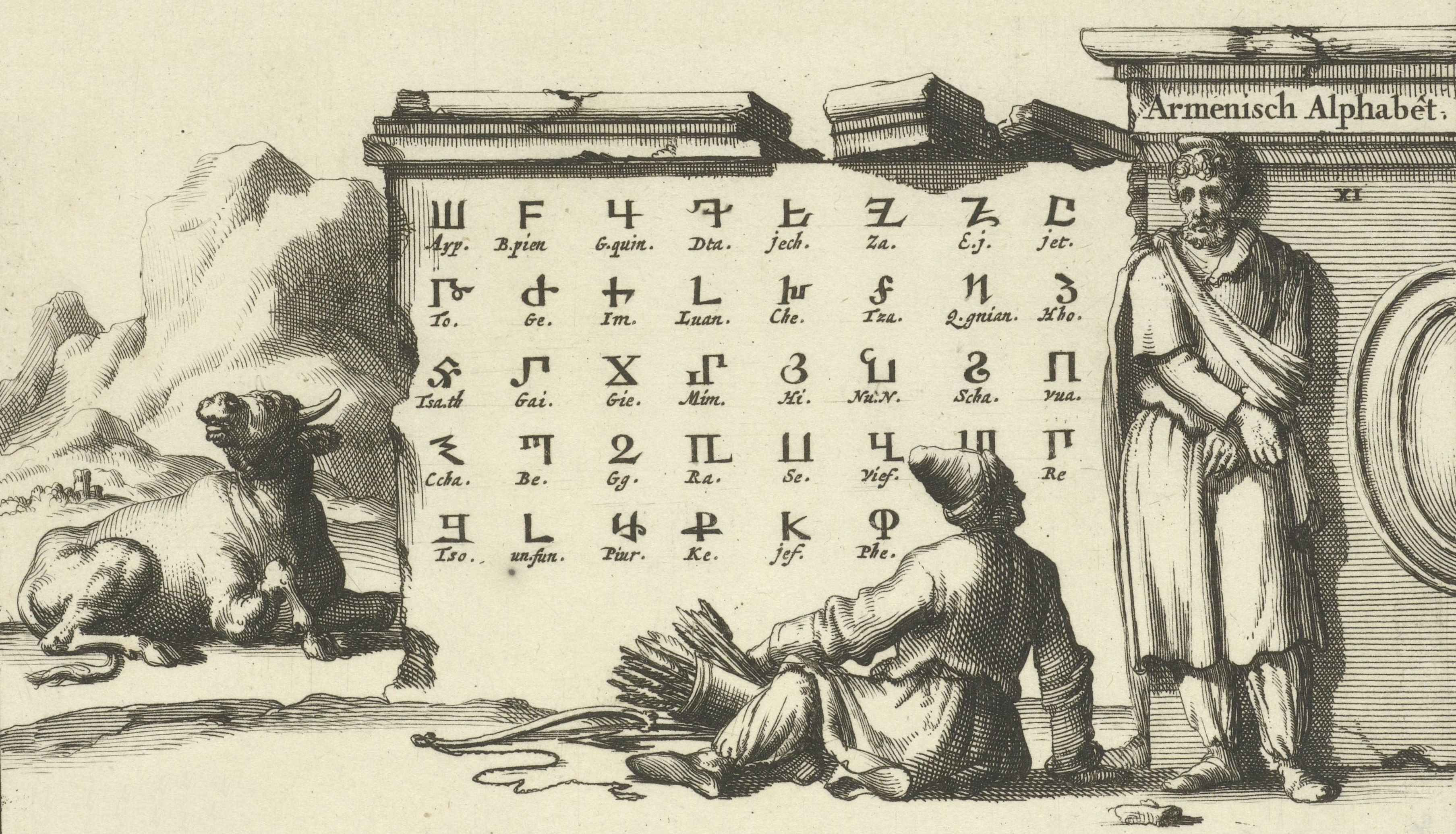
Армянский алфавит на гравюре Яна Лёйкена, 1690 г.

В XVII—XVIII веках продолжила развиваться также лексикография: «Բառգիրք Հայոց. Dictionarium armeno-latinum» Франческо Риволы (1621 год), «Dictionarium latino-armenum» (1695 год, 17 500 слов) Аствацатура Нерсесовича, «Dictionarium novum armeno-latinum» (26000 слов) Якоба Виллота, словари Степаноса Рошка (1670—1739), объяснительный словарь (1698 год, 8 500 слов) Еремии Мегреци и т. д. Достижением армянской лексикографии эпохи считается двухтомный «Словарь армянского языка» (1749—1769) Мхитара Себастаци, содержащий около 37 000 словарных статей. В 1788 году в Санкт-Петербурге вышел первый армяно-русский словарь Клеопатры Сарафян.

### XIX век
В следующую фазу своей многовековой истории армянская лингвистическая мысль вступила в XIX веке. Среди значительных учёных начала века следует упомянуть Габриэля Аветикяна (1751—1827), автора «Армянской грамматики» (1815), и Арсена Багратуни (1790—1866), автора нескольких грамматических трудов (1852, 1857). Арутюн Авгерян (1774—1854), кроме двуязычных словарей (армяно-английский, 1825; английско-армянский, 1821; и т. д.), провёл исследование (1821), которое касается этимологии слов армянского языка. Габриэл Аветикян, Хачатур Сюрмелян и Мкртич Авгерян в 1836—1837 годах в Венеции создали двухтомный толковый «Новый словарь армянского языка», который сохраняет свою научную ценность и поныне. Минас Бжишкян (1777—1851) — автор «Грамматики армянского языка» (1840) и ещё одной многоязычной грамматики. Книга была удостоена Большой золотой медали Российской империи. К этому периоду относятся исследования немецкого востоковеда Генриха Петермана. В середине XIX века грамматику современного армянского языка описали Арсен Айтынян (1866) и С. Паласаян (1870).

## История письменного армянского языка

### Армянская письменность до V века
До V века в Армении широкое распространение имели греческие и арамейские письмена. В то же время есть мнение, согласно которому ещё в III—I вв. до н. э. у древних армян существовали особые «жреческие письмена», с помощью которых создавались храмовые книги и летописи. В древней Армении — до принятия христианства в начале IV века — среди языческих верований существовал культ Бога письменности Тира.
До V века н. э. развивалась иноязычная литературная традиция. Ряд учёных утверждает, что учёный и проповедник христианства Месроп Маштоц воссоздал древнеармянский алфавит, найденный неким епископом Даниилом. О так называемых «Данииловых письменах» сообщают древнеармянские историографы Корюн, Мовсес Хоренаци и Лазар Парпеци. Существуют также более ранние письменные свидетельства; так, например, о наличии домесроповского армянского письма прямо указывают Ипполит Римский (II—III вв.) и Филострат Старший (II—III вв.):

Некогда в Памфилии была поймана самка барса с золотым обручем на шее, и на обруче том было начертано армянскими письменами: «Царь Аршак — Нисейскому богу»

Согласно сведениям древнеармянских и др. авторов (например, Диодор Сицилийский, I в. до. н. э.), в армянском дворе до V века писали на арамейском и греческом языках, однако есть основания полагать, что арамейскими и греческими письменами писали также и на армянском языке. Во времена создания (480-е гг.) «Истории Армении» Мовсеса Хоренаци, по его же сообщениям, эти царские рукописи были широко известны:
... Но могут сказать: (это произошло) из-за отсутствия в то время письма и литературы либо же из-за разнообразных войн, следовавших вплотную одна за другой. Но это мнение несостоятельно, ибо были же промежутки между войнами, как и персидское и греческое письмо, на котором написаны хранящиеся у нас по сей день многочисленные книги, содержащие сведения о собственности в деревнях и областях, как и в каждом доме, об общинных тяжбах и сделках, особенно же — о наследовании исконных состояний.
Хоренаци сообщает о неком жреце Олюмпе (ок. I—II вв.), который писал «Храмовые истории», однако неизвестно, на каком языке. Известно только, что в III веке сирийский учёный Вардесан перевёл их на сирийский и греческий языки. Армянский летописец Вардан Аревелци, живший в XIII веке, тоже высказывал предположения о наличии армянской письменности в эпоху язычества:
Существование армянских письмен, (оставшихся) от древности, было доказано во время царя Левона, когда в Киликии нашли монету, на которой армянскими буквами было изображено имя языческого царя Хайкида
По сведениям Плутарха, царь Великой Армении Артавазд II (I в. до.н. э.) писал драмы на греческом языке. Он стал основоположником армянской иноязычной литературы. В I в. до. н. э. жил и творил армянский поэт Вруйр, сын царя Арташеса I. Григор Просветитель (III—IV вв.); он писал церковно-религиозные труды на греческом и парфянском языке.
Наличие армянской письменной и литературной традиции до создания Месропом Маштоцем в 405—406 годах современного армянского алфавита признано общественностью. В истории многих цивилизаций известны примеры, когда письменная культура изначально развивалась не на родном языке (в Азии — на арабском, персидском, а в Европе — латинском и греческом языках), или же на родном языке, однако с помощью позаимствованного письма (особенно арабицы и латиницы).

### Письменное наследие V—XVIII веков

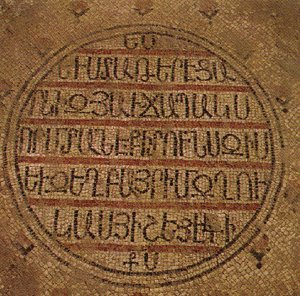
Армянская надпись-мозаика из Иерусалима. Датируется 2-й половиной VII века.

Армянская письменность является одной из древнейших в мире, так как она существует с 406 года н. э. По современным оценкам, сохранились свыше 30 тысяч армянских рукописей, созданных в течение V—XVIII веков, а также более 4 тысяч фрагментальных манускриптов.
Первые памятники письменной культуры датированы V веком н. э., однако в течение веков иноземными захватчиками было уничтожено огромное количество рукописей (только в XI веке Степанос Орбелян указывает 10 тыс.).
С возникновения книгопечатания на армянском языке с 1512 года и до 1800 года было издано более 1154 наименований армянских книг (второе место по численности после русскоязычных изданий среди языков СНГ и Прибалтики). Благодаря деятельности Акопа Мегапарта армянский язык стал первым языком книгопечатания среди языков того же региона, а также многих языков Азии.
| Древнейшие манускриптные и клинописные фрагменты                   | V—VI века      |
| Древнейшее оригинальное письменное произведение («Житие Маштоца»)  | 440-е года     |
| Древнейшая сохранившаяся полноценная рукопись                      | VII—VIII века  |
| Древнейшее произведение светской поэзии                            | VII век        |
| Древнейшая чётко датированная рукопись.                            | 862 год        |
| Древнейшая чётко датированная и полностью сохранившаяся рукопись   | 887 год        |
| Древнейшая бумажная рукопись (4-я по древности в мире).            | 981 год        |
| Самая большая сохранившаяся рукопись                               | 1200—1202 года |
| Самая маленькая сохранившаяся рукопись                             | XV век         |
| Первая печатная книга («Урбатагирк»)                               | 1512 год       |
| Первое периодическое издание на армянском языке (журнал «Аздарар») | 1794 год       |

Десятки памятников античной литературы и письменности до нас дошли только в армянском переводе; из них можно перечислить труды Зенона, Евсевия Кесарийского, Аристида, Филона Александрийского, Иоанна Златоуста и многих других, а переводы Аристотеля и Платона на армянский язык считаются наиболее близкими к оригиналу.

### Книгопечатание и периодические издания

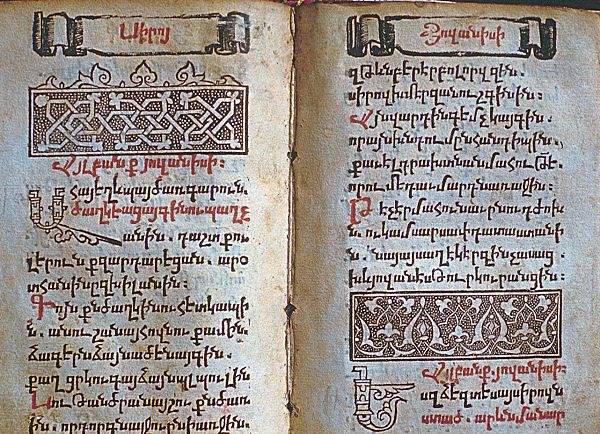
«Тагаран» («Песенник»), 1513 год, Венеция

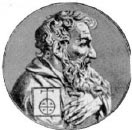
Акоп Мегапарт

Как уже было сказано ранее, армянский язык стал первым языком книгопечатания среди языков СНГ, Прибалтики, а также многих языков Азии. Первое издание на армянском языке осуществил Иоган Шильдбергер в Майнце в 1475 году с помощью латиницы (молитва «Отче наш»):

DAS ARMENISCH (ERMENISCH H) PATER NOSTER
Har myer ur erqink; es sur eytza annun chu; ka archawun chu; jegetzi kam chu [worpes] hyerginckch yer ergory; [es] hatz meyr anhabas tur myes eisor; yep theug meys perdanatz hentz myengkch theugunch meyrokch perdapanatz; yep my theug myes y phurtzuthiun; haba prige myes y tzscharen. Amen.

В 1486 году Бернард фон Брайнденбах издал армянский текст ксилографической типографией. Начало армянского книгопечатания относят к 1512 году, когда в Венеции Акоп Мегапарт издал книгу «Урбатагирк» («Книга пятницы»). Сохранились 32 наименования армянских книг, изданных в течение XVI века, 19 из которых были напечатаны армянскими книгопечатниками исключительно на армянском языке. В 1616 году Ованес Карматенянц основал в Львове армянскую типографию — одну из первых типографии на территории Украины, а в 1639 году была основана армянская типография в Джуге (Джулфа) — первая типография в Иране. В течение 1666—1668 годов в армянской типографии Амстердама печаталось первое издание Библии на армянском языке с иллюстрациями Альбрехта Дюрера. В 1675 году была издана первая печатная книга на новоармянском языке — «Ашхарабаре».
Первые армянские типографии были основаны в 1512 году в Венеции и в 1567 году в Константинополе, а затем открылись армянские типографии в Риме (1584), Львове (1616), Милане (1621) Париже (1633), Ливорно (1643), Амстердаме (1660), Марселе (1673), Лейпциге (1680), Падуе (1690), Лондоне (1736), Санкт-Петербурге (1781) и т. д. В следующем столетии армянские типографии открылись в Москве (1820), Шуше (1828), Нью-Йорке (1857), Ереване (1876), Бостоне (1899) и т. д.
В целом, до 1920 года, во всём мире действовало более 460 типографий, печатавших книги, журналы и газеты на армянском языке.
Около 1696 года в Амстердаме была напечатана первая географическая карта на армянском языке.
Первый армянский журнал «Аздарар» («Вестник») вышел в 1794 году в Мадрасе (Индия); с 1799 в Венеции издавался журнал «Тарегрутюн» («хроника»). В начале XIX века вышли периодичные издания «Тарегрутюн» (1800—1802), «Еганак бюзандиан» (1803—1820), «Ишатакаран» (1807—1808), «Дитак бюзандиан» (1808; 1812—1816), «Айели калкатиан» (1820), «Штемаран» (1821—1823) и т. д.
Первая армянская газета-еженедельник среди восточных армян — «Аревелян цануцмунк» («Восточныя известия») — вышла в 1815 году в Астрахани.

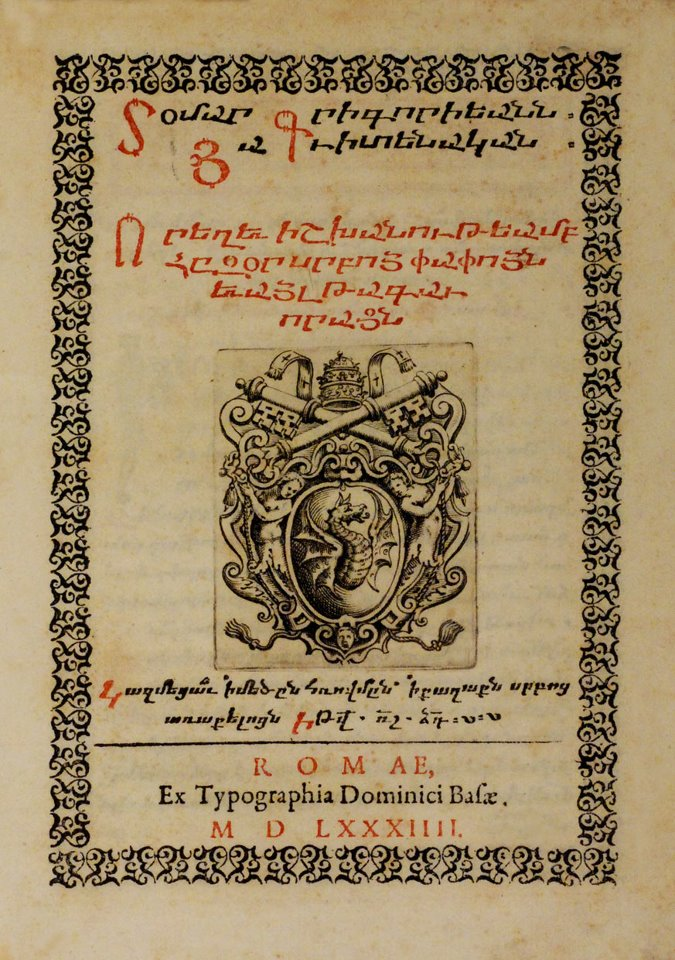
Григорианский календарь, Рим, 1584 год
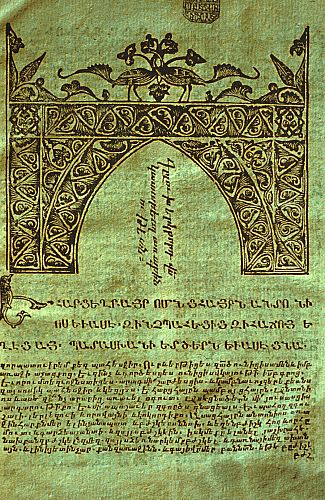
«Житие отцов», Джульфа, 1641 год
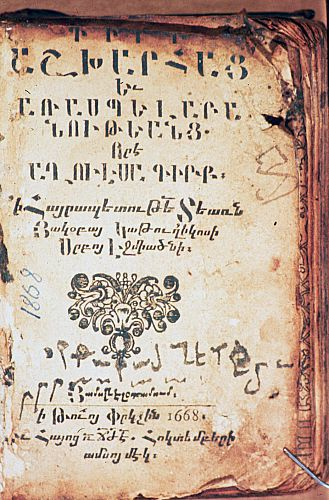
«Книга миров», Амстердам, 1668 год.
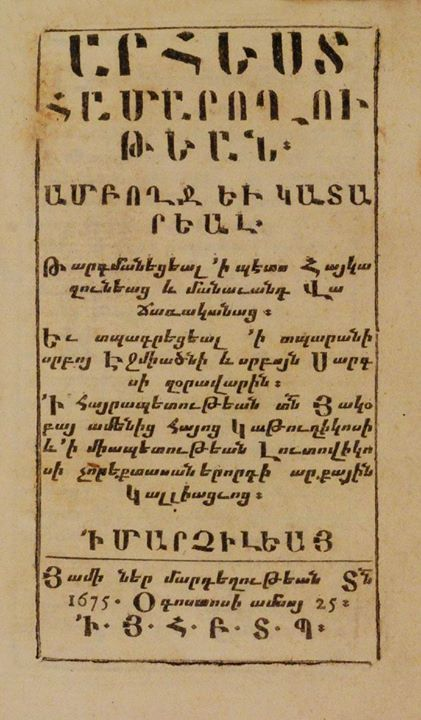
«Математика», Марсель, 1675 год

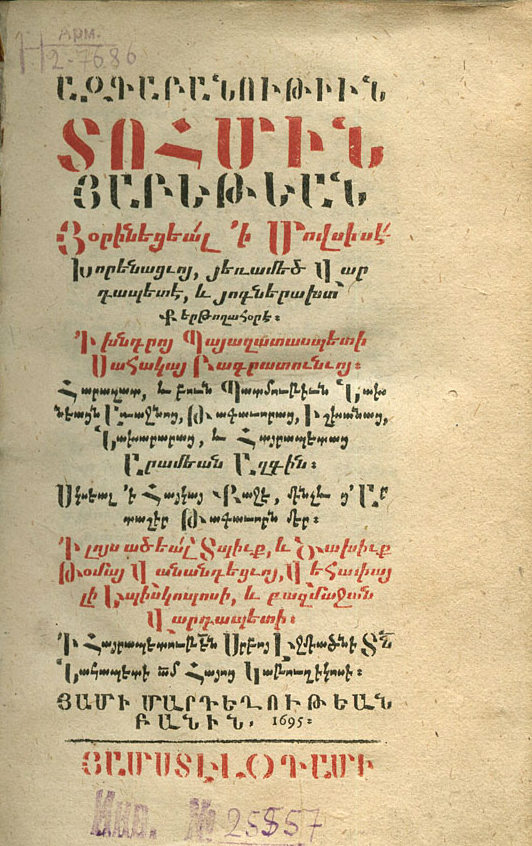
«История Армении» Мовсеса Хоренаци, Амстердам, 1695 год
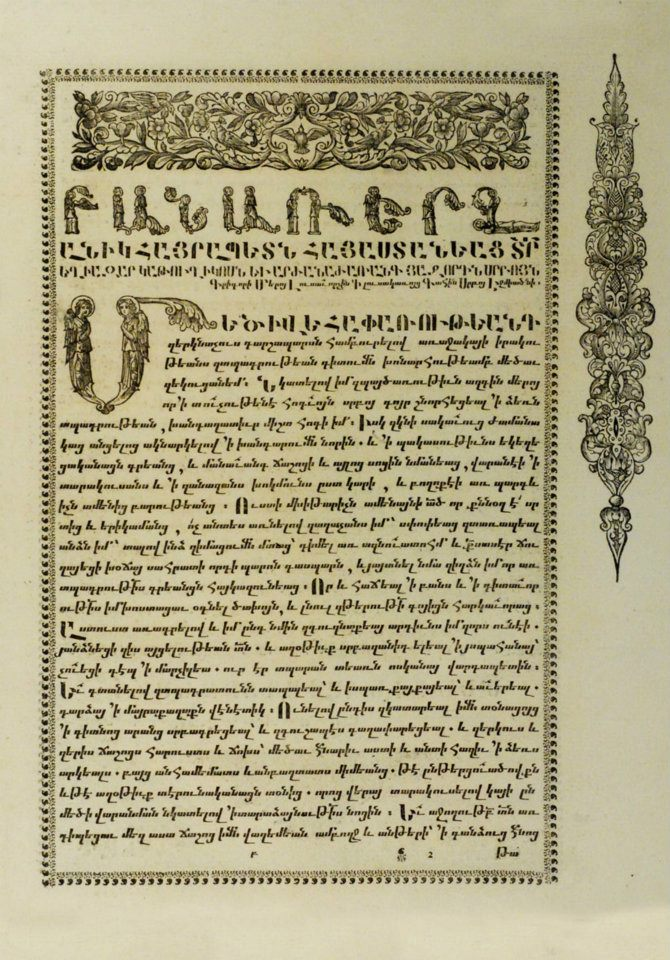
Апракос, Венеция, 1686—1688 гг.
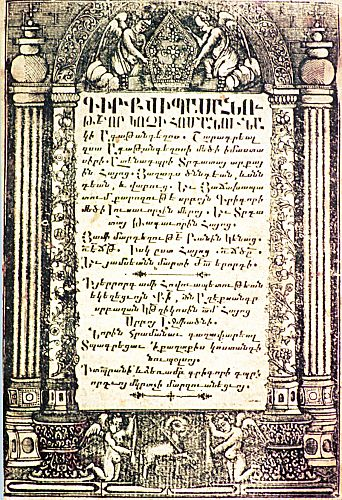
«История Армении» Агатангелоса, Константинополь, 1709 год
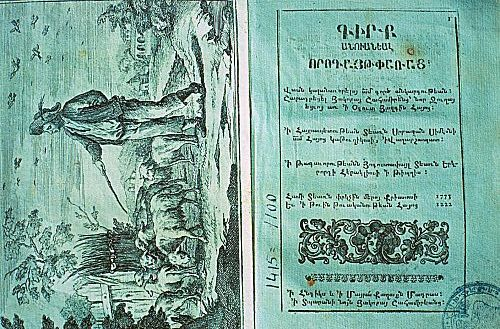
Конституция Армении Ш. Шаамиряна, Мадрас, 1773 год